# Frank-Walter Steinmeier
Frank-Walter Steinmeier (ur. 5 stycznia 1956 w Detmold) – niemiecki polityk i prawnik. Działacz Socjaldemokratycznej Partii Niemiec, p.o. przewodniczącego partii w 2008, przewodniczący jej frakcji poselskiej (2009−2013) oraz kandydat SPD na kanclerza w 2009. Deputowany do Bundestagu, szef Urzędu Kanclerskiego w okresie rządów Gerharda Schrödera (1999–2005), minister spraw zagranicznych (2005–2009 i 2013−2017), wicekanclerz (2007−2009), od 2017 prezydent Republiki Federalnej Niemiec.

## Życiorys

### Wykształcenie i działalność zawodowa
Pochodzi z Nadrenii Północnej-Westfalii. Po ukończeniu szkoły średniej pełnił służbę wojskową od 1974 do 1976. Następnie rozpoczął studia prawnicze na Uniwersytecie w Gießen. Od 1980 kształcił się także w zakresie nauk politycznych. W 1982 i 1986 zdał państwowe egzaminy prawnicze I oraz II stopnia. Pracował jako nauczyciel akademicki w katedrze prawa publicznego i nauk politycznych na Uniwersytecie w Gießen, gdzie doktoryzował się w 1991. W 2013 został posądzony o plagiat, zarzuty miały dotyczyć 95 z 395 stron pracy doktorskiej. W wyniku postępowania wykazano błędy w cytowaniu, jednakże wobec braku stwierdzenia oszustwa Frank-Walter Steinmeier zachował doktorat.

### Działalność polityczna do 2017
W 1975 wstąpił do Socjaldemokratycznej Partii Niemiec. Od 1991 współpracował z Gerhardem Schröderem, który wówczas zajmował stanowisko premiera Dolnej Saksonii. Został wtedy jego doradcą do spraw komunikacji z mediami. W latach 1993–1994 był dyrektorem biura premiera Dolnej Saksonii. Od 1994 pełnił funkcję kierownika departamentu w kancelarii państwa. W 1996 powołany na sekretarza stanu i szefa kancelarii państwa w administracji Dolnej Saksonii. W 1998, po wygranych przez SPD wyborach parlamentarnych i objęciu stanowiska kanclerza przez Gerharda Schrödera, Frank-Walter Steinmeier został sekretarzem stanu w Urzędzie Kanclerza Federalnego, odpowiadając za służby specjalne. W 1999 powołany na szefa Urzędu Kanclerza Federalnego, którym kierował do 2005. W tym okresie zyskał przydomek „szarej eficjencji”, gdyż znany był ze swojego efektywnego zarządzania (była to aluzja do przydomku „szara eminencja”).
W listopadzie 2005, po kolejnych wyborach i utworzeniu rządu wielkiej koalicji CDU/CSU-SPD, został desygnowany na stanowisko ministra spraw zagranicznych w pierwszym rządzie kanclerz Angeli Merkel. Był pierwszym ministrem spraw zagranicznych Niemiec wywodzącym się z SPD od 1969. W październiku 2007 powołany na wiceprzewodniczącego Socjaldemokratycznej Partii Niemiec, miesiąc później zastąpił Franza Münteferinga na urzędzie wicekanclerza w dotychczasowym gabinecie.
Od września do października 2008 wykonywał czasowo obowiązki przewodniczącego partii. 18 października 2008 SPD wybrała go na swojego kandydata na stanowisko kanclerza. W wyniku wyborów w 2009 socjaldemokraci znaleźli się jednak w opozycji. W październiku 2009 Frank-Walter Steinmeier zakończył pełnienie funkcji rządowych. Objął natomiast mandat posła do Bundestagu, zajmując przez cztery lata stanowisko przewodniczącego frakcji poselskiej SPD. W 2013 ponownie został wybrany do niższej izby niemieckiego parlamentu. W grudniu tegoż roku po odnowieniu wielkiej koalicji powrócił na urząd ministra spraw zagranicznych w trzecim gabinecie Angeli Merkel. W 2016 sprawował funkcję przewodniczącego OBWE.

### Prezydent Niemiec
W listopadzie 2016 został ogłoszony przez kanclerz Angelę Merkel kandydatem koalicji rządowej na stanowisko prezydenta Niemiec w wyborach w 2017. W związku z tym w styczniu 2017 zakończył urzędowanie na stanowisku ministra spraw zagranicznych, przekazując obowiązki swojemu następcy, dotychczasowemu ministrowi gospodarki i energii Sigmarowi Gabrielowi
12 lutego 2017 został wybrany przez Zgromadzenie Federalne w pierwszej turze wyborów na urząd prezydenta Niemiec, zagłosowało na niego 931 spośród 1253 uczestniczących w głosowaniu elektorów. Urząd prezydenta Niemiec objął 19 marca 2017, trzy dni później nastąpiło jego oficjalne zaprzysiężenie.
1 września 2019 w trakcie obchodów 80. rocznicy wybuchu II wojny światowej w Wieluniu zwrócił się do Polaków o przebaczenie niemieckich zbrodni z czasów wojny.
W maju 2021 zadeklarował, że będzie ubiegał się o reelekcję w wyborach prezydenckich w 2022. Poparcie dla niego zadeklarowali socjaldemokraci, obie partie chadeckie, liberałowie, Zieloni i regionalna partia SSW. 13 lutego 2022 w pierwszej turze Zgromadzenie Federalne wybrało go na drugą kadencję, zagłosowało na niego 1045 spośród 1437 biorących udział w głosowaniu elektorów.
Po inwazji Rosji na Ukrainę w 2022 Frank-Walter Steinmeier stwierdził, że popełnił błędy w swojej dotychczasowej polityce wobec Rosji i jej prezydenta.

## Życie prywatne
Od 1995 jest żonaty z Elke Büdenbender, ma córkę.

## Odznaczenia
- Stopień Specjalny Krzyża Wielkiego Orderu Zasługi RFN – 2017, ex officio
- Kawaler Krzyża Wielkiego Udekorowany Wielką Wstęgą Orderu Zasługi Republiki Włoskiej – Włochy, 2019[18]
- Kawaler Krzyża Wielkiego Orderu Zasługi Republiki Włoskiej – Włochy, 2006[19]
- Krzyż Wielki Królewskiego Norweskiego Orderu Zasługi – Norwegia, 2007
- Krzyż Wielki Orderu Zasługi – Portugalia, 2009[20]
- Wielka Złota na Wstędze Odznaka Honorowa za Zasługi dla Republiki Austrii – Austria, 2016
- Legia Honorowa II klasy – Francja, 2017[21]
- Łańcuch z Gwiazdą Krzyża Wielkiego Orderu Sokoła Islandzkiego (Islandia, 2019)[22]
- Order Podwójnego Białego Krzyża I klasy – Słowacja, 2017[23]
- Order za Wybitne Zasługi – Słowenia, 2022[24]
- Kawaler Krzyża Wielkiego Orderu Łaźni – Wielka Brytania, 2023[25][26]
- Łańcuch Orderu Gwiazdy Rumunii – Rumunia, 2023[27]
- Order Domowy Nassauski Lwa Złotego – Luksemburg, 2023[28]
- Order Amílcara Cabrala I klasy – Republika Zielonego Przylądka, 2023[29]